# Estadio Vulco
El Estadio Vulco es un recinto deportivo ubicado en la comuna de San Bernardo, en la ciudad de Santiago, Chile. 

## Historia
Fue inaugurado en 1920 como Estadio Maestranza por la Empresa de los Ferrocarriles del Estado (EFE) en terrenos adyacentes a la Maestranza San Bernardo. Construido sobre escoria de locomotora para evitar la acumulación de aguas lluvia, fue utilizado por el Club Deportivo Maestranza Central desde su fundación en 1923.
Pasó a denominarse como Estadio Vulco, luego que la empresa de mismo nombre compró el estadio a EFE. Magallanes utilizó este estadio como local en Primera División durante los años 1980.